# Jüdischer Friedhof Neustadt (Hessen)

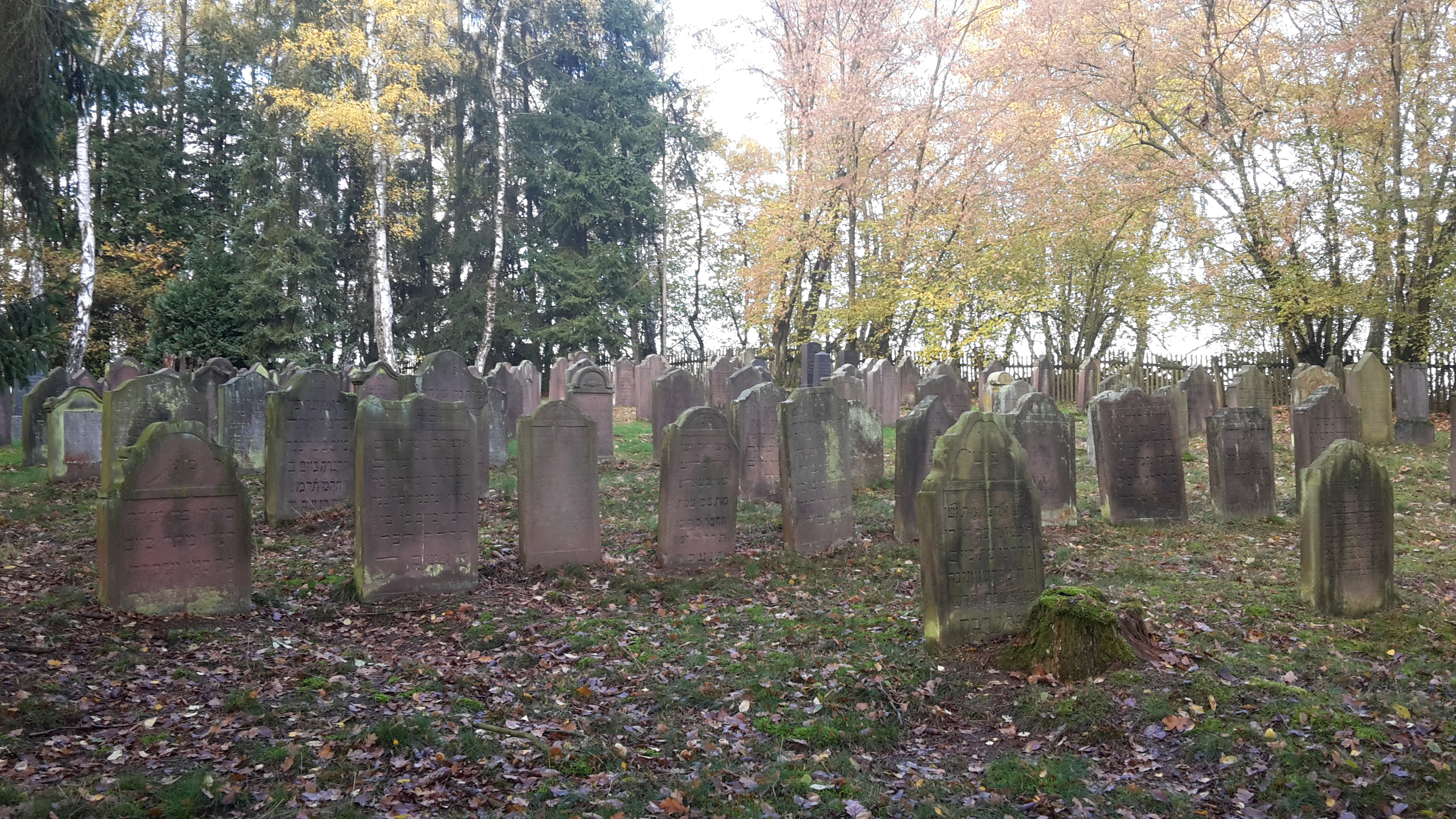
Jüdischer Friedhof in Neustadt – Grabsteine mit hebräischen Inschriften – Aufnahme von November 2019

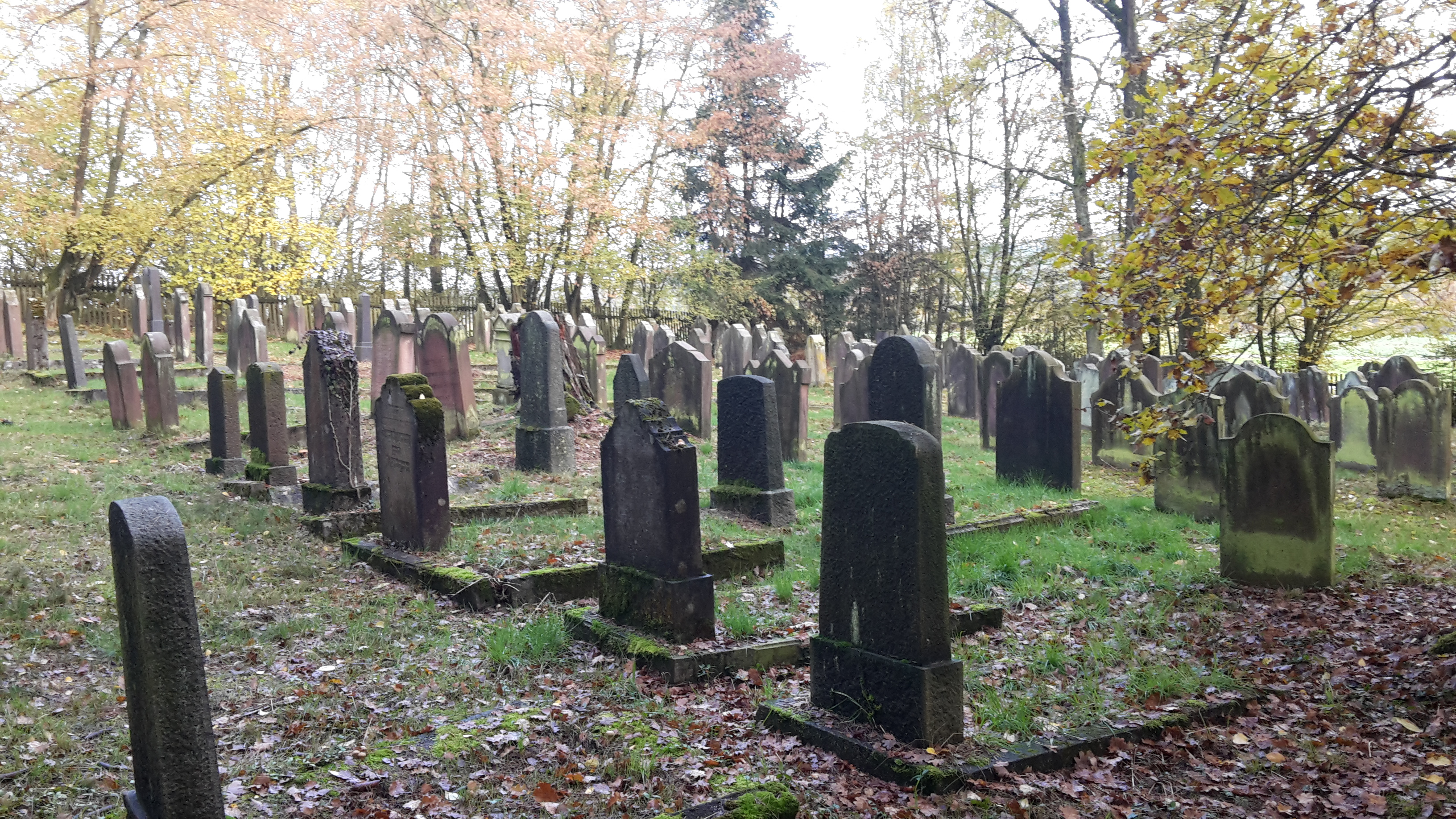
Rückseite der Grabsteine – Aufnahme von November 2019

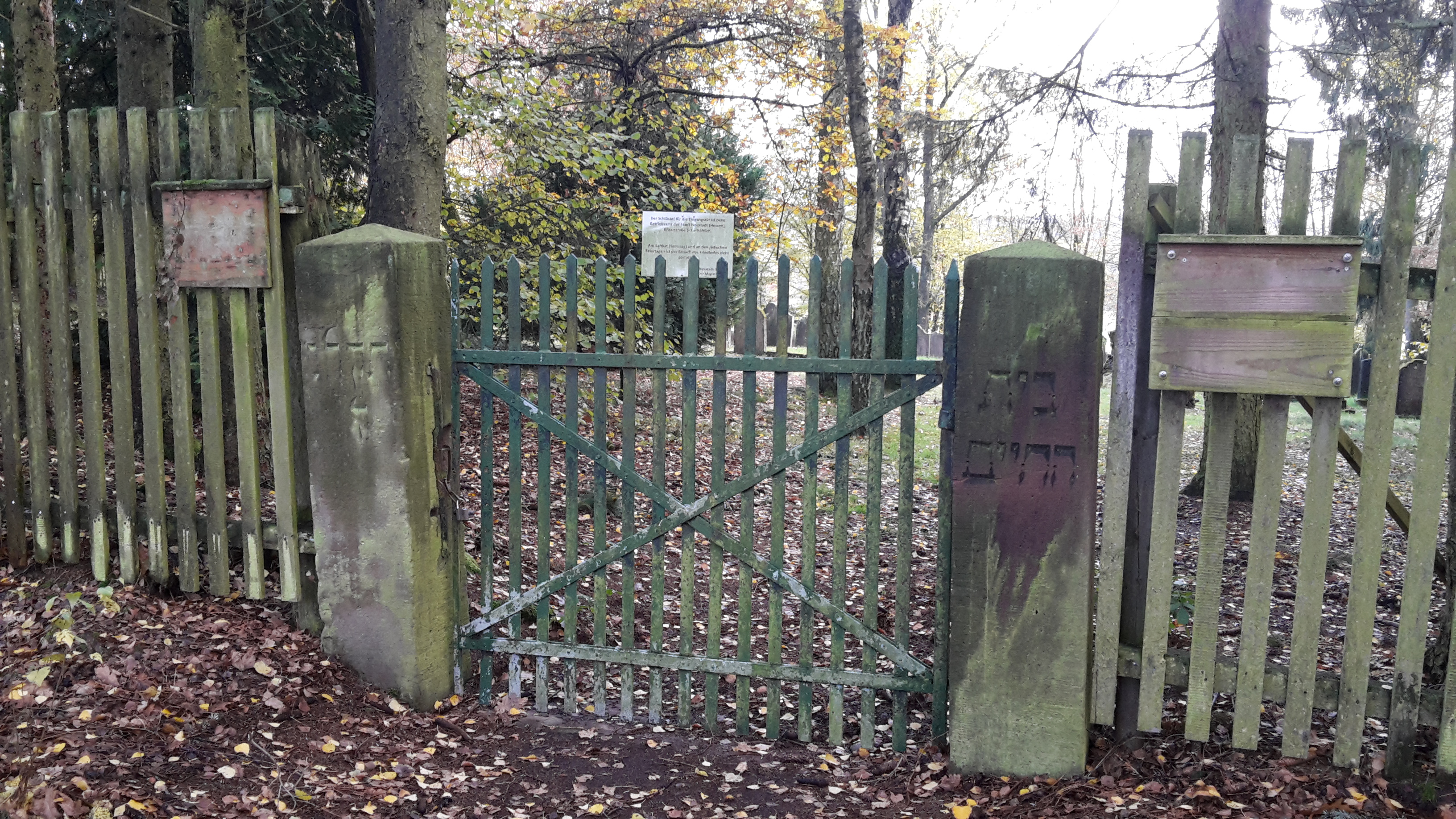
Eingang zum Jüdischen Friedhof – Aufnahme von November 2019

Der Jüdische Friedhof Neustadt (Hessen) ist ein Friedhof in Neustadt (Hessen) im Landkreis Marburg-Biedenkopf in Hessen.
Der 2371 m² große jüdische Friedhof liegt nördlich von Neustadt auf halbem Weg nach Momberg, rechts der Straße beim Simmesberg. Auf dem Friedhof befinden sich 140 Grabsteine, außerdem ein Gedenkstein für die aus Momberg in der NS-Zeit umgekommenen jüdischen Personen. Die Inschrift des Gedenksteins lautet: „Den Opfern der Gewaltherrschaft 1933–1945.“

## Geschichte
Die Toten der jüdischen Gemeinde Neustadt wurden zunächst in Hatzbach, einem heutigen Stadtteil von Stadtallendorf, beigesetzt. In den Jahren 1828/30 wurde ein eigener jüdischer Friedhof angelegt. Die Stadt verpachtete damals etwa 1200 m² an die jüdische Gemeinde gegen einen jährlichen Grundzins und sorgte für die Einfriedung durch eine Hecke und die Anbringung eines Tores. Die erste Beisetzung auf dem Friedhof fand am 20. Juni 1830 statt. Der Verstorbene war Wolf Brandus aus Neustadt. In der Folgezeit wurden auf dem Friedhof die verstorbenen Juden aus Neustadt und Momberg beigesetzt. Nach einer Erweiterung im Jahr 1907 erhielt der Friedhof die heutige Größe. Er wurde bis 1938 belegt.
2002 wurde noch die aus Momberg stammende Ruth Lion geborene Spier (* 19. Januar 1909, † 20. November 2002) beigesetzt. Zusammen mit ihrem Mann Ludwig Lion (* 2. September 1909, † 5. Mai 1942 im Lager Salaspils bei Riga) wurde sie 1941 in das Ghetto Riga deportiert. Nach Kriegsende kehrte sie wieder nach Momberg zurück. Der Name ihre Ehemannes findet sich auf dem Gedenkstein für die aus Momberg in der NS-Zeit umgekommenen jüdischen Personen.